# Castello di Kottingbrunn
Il castello di Kottingbrunn (Schloss Kottingbrunn in tedesco) si trova nell'omonimo comune austriaco del distretto di Baden, in Bassa Austria e le sue prime strutture risalgono all'XI secolo.

## Storia

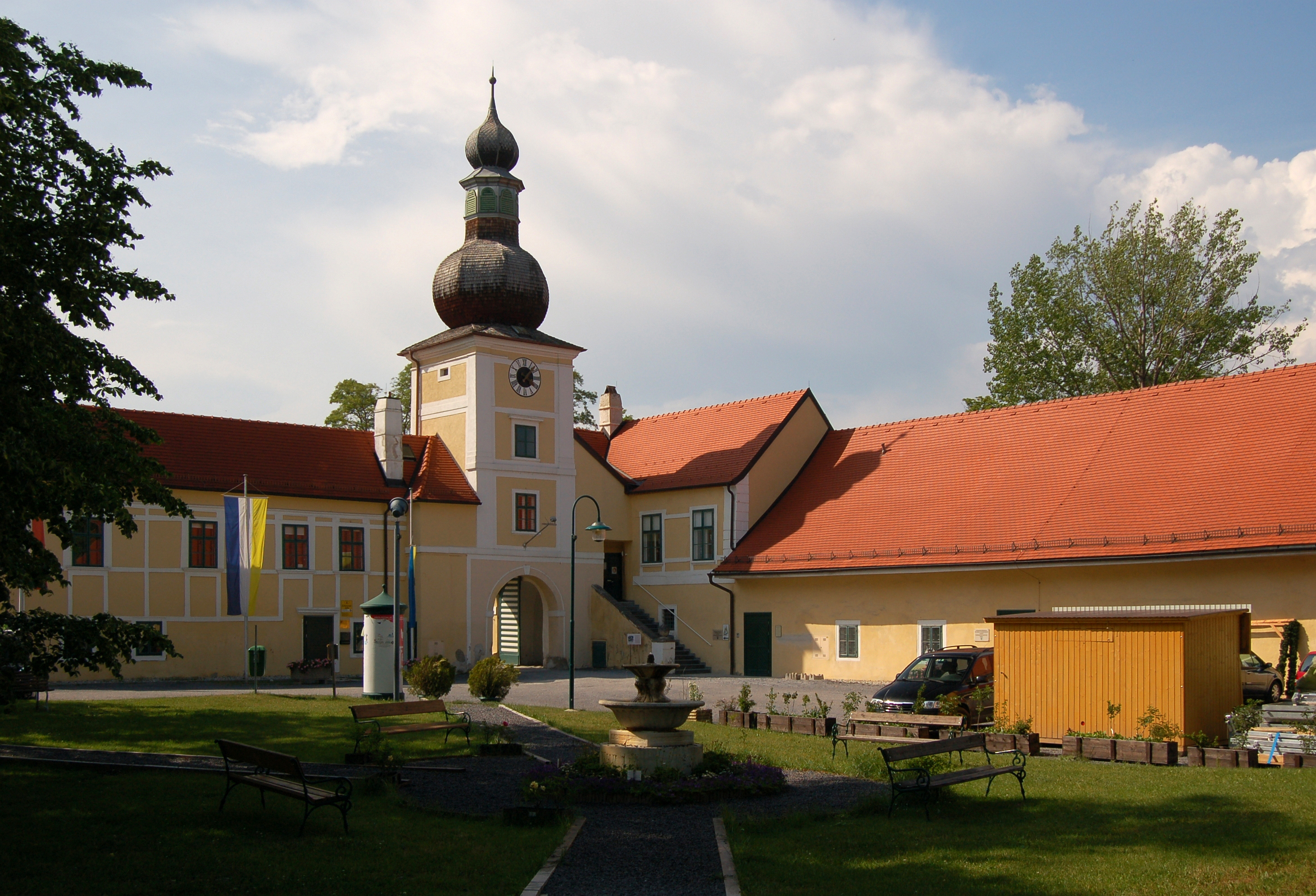
Cortile interno

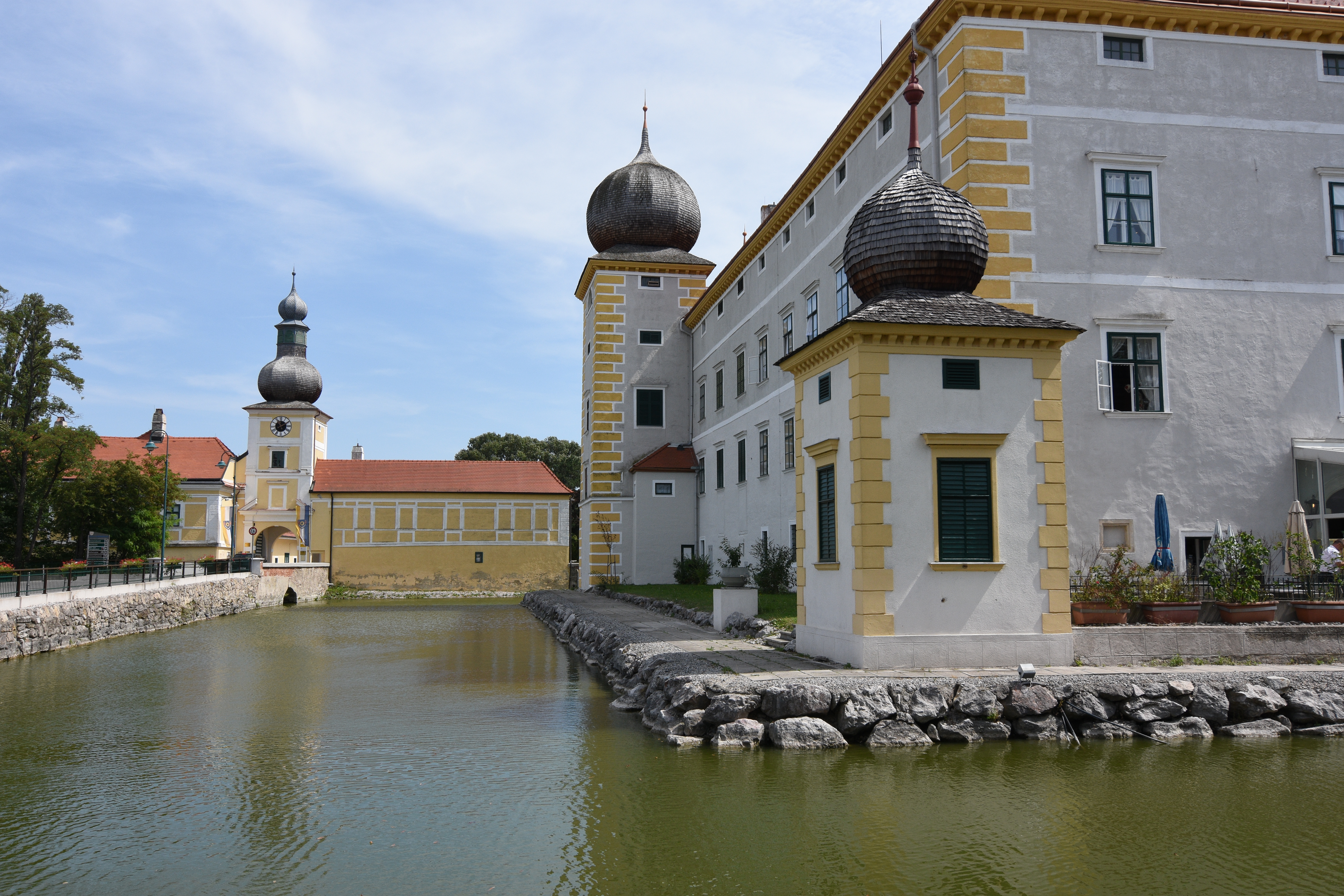
Insieme delle strutture con torri arricchite da copertura a cipolla e portale di accesso con ponte

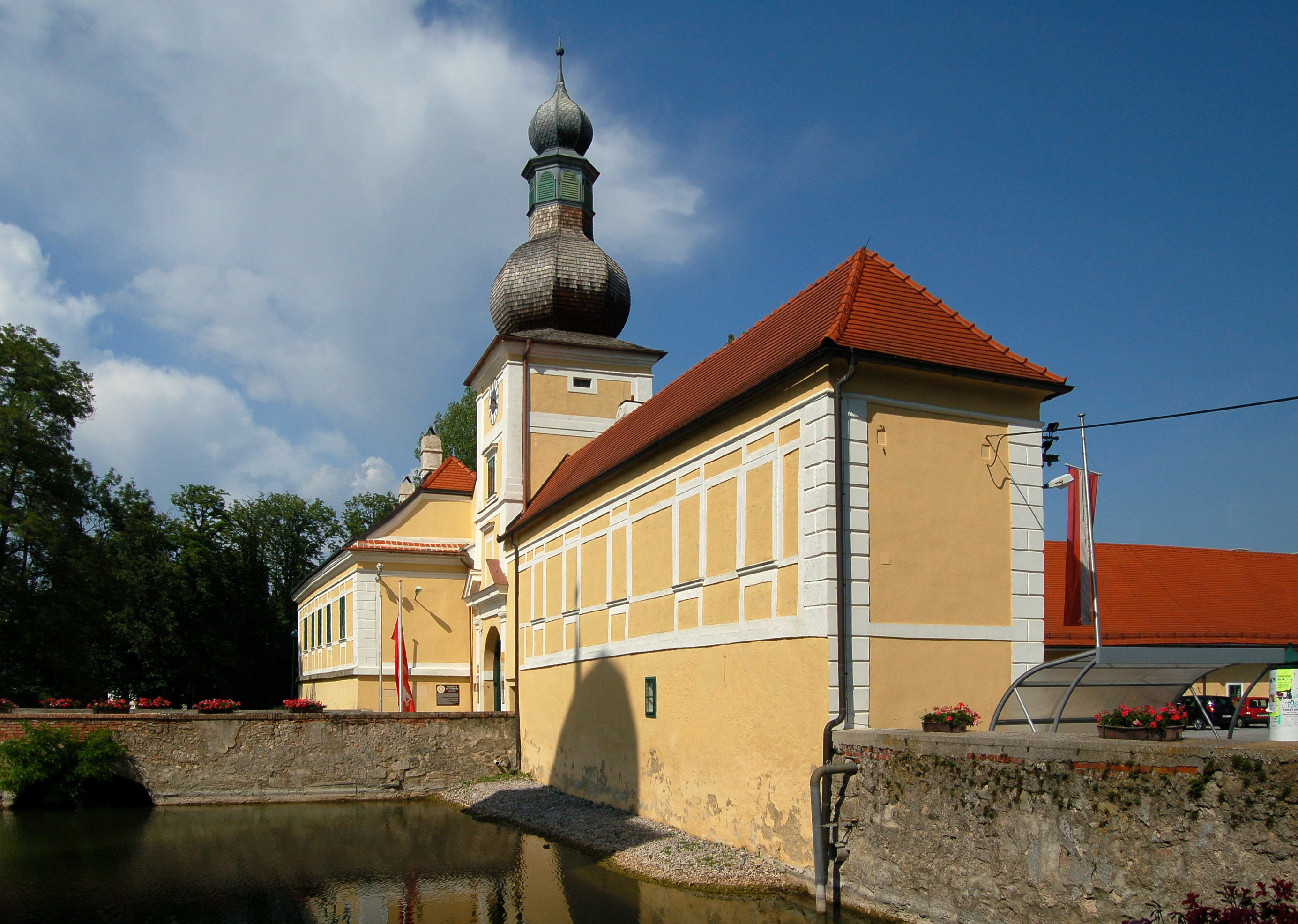
Accesso visto lateralmente

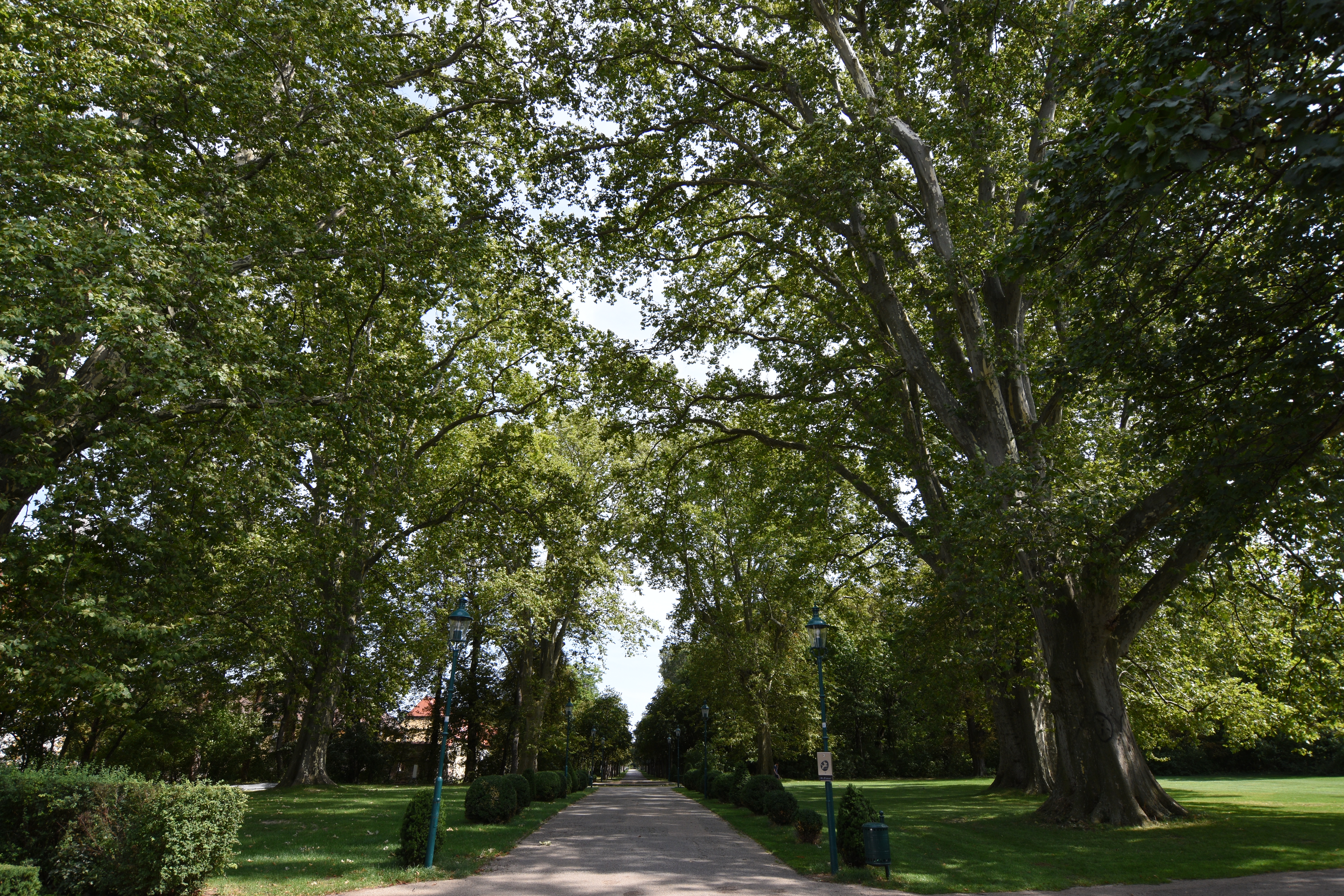
Parco

Il primo castello a Kottingbrunn venne probabilmente costruito in legno al tempo del margravio d'Austria Adalberto di Babenberg intorno alla metà dell'XI secolo. Distrutto dagli ungheresi nel 1146 venne ricostruito in muratura intorno al 1150 da Enrico II. Nel 1291 venne nuovamente distrutto durante gli scontri tra il duca Albrecht contro la nobiltà austriaca e contro Andrea III d'Ungheria. Nella prima metà del XIV secolo la struttura venne acquistata dai fratelli Ulrich e Gaitmar Stüchse che fecero chiamare da quel momento la loro famiglia Von Brunn e ristrutturarono l'antico maniero.
Come proprietari seguirono poi i Pottendorfer, i Kreutzer e i Von Kienburg. Sembra probabile che il castello sia stato seriamente danneggiato durante la guerra tra l'imperatore Federico III e Mattia Corvino e la sua ricostruzione fu terminata intorno al 1508. Venne nuovamente danneggiato da un incendio nel 1683 durante l'assedio turco di Vienna e la ricostruzione successiva gli diede le forme recenti. I proprietari continuarono a susseguirsi sino a quando, nel 1938, e poi nel 1957 gli ultimi eredi riacquistarono l'edificio lasciato in pessime condizioni dopo l'occupazione post bellica. I lavori di ristrutturazione recenti più importanti iniziarono dopo il 1981, nel 1991 il comune di Kottingbrunn ne entrò in possesso e vi trasferì parte dei propri uffici e una struttura museale.

## Descrizione
Il castello si trova in un'area verde nell'abitato di Kottingbrunn circondato dal fossato con acqua. Ha l'aspetto di un elegante edificio rinascimentale e le sue quattro ali racchiudono un ampio cortile interno. Dalla fine del XX secolo ospita un museo, uffici comunali e un ristorante. Anche il parco attorno al castello è di particolare interesse e utilizzato per varie manifestazioni pubbliche. 
Il castello di Kottingbrunn in Austria è un bene sottoposto a tutela artistica col numero  131510.